# パワーエリート
『パワーエリート』（英: The Power Elite）とは、1956年に社会学者のライト・ミルズが著した著作であり、ミルズはアメリカ社会における軍隊、企業、政治の指導者層の利害関係が絡み合っていることに注目し、現代の一般市民がこれら3つの存在による操作の対象として相対的に無力な存在となっていることを指摘した。

## 背景
本書は、アメリカ社会における中間管理職の当時増大しつつあった役割を検証したミルズの1951年の著作『ホワイトカラー：アメリカの中流階級』の対をなすものである。本書の主要な着想は、フランツ・レオポルド・ノイマンが1942年に著した『ベヘモート：国家社会主義の構造と実践』から得られたものであり、同書はドイツのような民主主義国家においてナチズムがいかにして権力を掌握するに至ったかを研究したものである。『ベヘモート』はミルズに多大な影響を与えた。

## 概要
ミルズによれば、表題の「パワー・エリート」とは、支配的な国家の3つの柱となる機関（国家安全保障、経済、政治）において、支配的な地位を占める者たちのことである。彼らの決定（あるいは決定の欠如）は、アメリカ国民のみならず、「世界の基層民衆」に対して甚大な影響をもたらす。ミルズは、彼らが率いる機関が、より弱い前任者から受け継いだ、あるいは継承した集団の三頭政治であると想定している。
1. 伝統的な農業・手工業経済に取って代わった「2、3百の巨大企業」
2. 「分散化された数十の州」から権力を継承し、「今や社会構造のあらゆる隙間に入り込んでいる」強力な連邦政治秩序
3. かつては「州民兵による不信感」の対象であったが、現在では「巨大な官僚機構の領域における陰鬱で不器用な効率性のすべて」を持つ軍事機構

重要なことに、現代アメリカの陰謀論とは異なり、ミルズは、エリートたち自身が自らのエリートとしての地位を意識していない可能性があると説明し、「しばしば彼らは自分たちの役割に確信が持てず」、「意識的な努力なしに、決定を下す者になりたいという抱負を吸収している」と指摘する。それにもかかわらず、彼らを準世襲的なカーストとして見ている。ミルズによれば、パワー・エリートのメンバーは、しばしばハーバード大学、プリンストン大学、イェール大学といったアメリカ合衆国東海岸の名門大学で教育を受けることを通じて、社会的な有力者としての地位に就く。しかし、ミルズは「ハーバードやイェールやプリンストンだけでは十分ではない...重要なのはハーバードではなく、どのハーバードかということである」と指摘する。